# Hermanas de la Caridad de Nuestra Señora de Évron
La Congregación de Hermanas de la Caridad de Nuestra Señora (oficialmente en latín: Congregatio Sororum Caritatis Dominae Nostrae) es un congregación religiosa católica femenina, de vida apostólica y de derecho pontificio, fundada en 1682 por la religiosa francesa Perrine Brunet, en La Chapelle-au-Riboul. A las religiosas de este instituto se les conoce como Hermanas de la Caridad de Nuestra Señora de Évron y posponen a sus nombres las siglas S.C.E.

## Historia
La congregación fue fundada en La Chapelle-au-Riboul (Francia), en 1682, por la religiosa Perrine Brunet, para la educación de los jóvenes en las zonas rurales y para la asistencia sanitaria. En tiempos de la Revolución francesa, el instituto fue suprimido y dos religiosas condenadas a la guillotina: Françoise Tréhet y Jeanne Véron (ambas son veneradas como beatas en la Iglesia católica). Otras religiosas huyeron a Inglaterra y Canadá, lo que permitió la expansión del instituto. Al finalizar la revolución, la primera casa en restaurarse fue la de Évron, convirtiéndose en la casa madre.
El instituto recibió la aprobación como congregación religiosa de derecho pontificio, mediante decretum laudis del 30 de septiembre de 1843, del papa Gregorio XVI.

## Organización
La Congregación de Hermanas de la Caridad de Nuestra Señora es un instituto religioso de derecho pontificio y centralizado, cuyo gobierno es ejercido por una superiora general. Su sede central se encuentra en Évron (Francia).
Las hermanas de la caridad de Nuestra Señora de Évron viven según el modelo de vida propuesto por Vicente de Paúl y se dedican a la educación e instrucción cristiana de la juventud y a la asistencia de ancianos y enfermos y otras actividades sociales. En 2017, el instituto contaba con 183 religiosas y 39 comunidades, presentes en Burquina Faso, Canadá, Costa de Marfil, Francia, Perú y Reino Unido.